# Trisha Brown
Trisha Brown (Aberdeen, 25 de noviembre de 1936 - San Antonio,18 de marzo de 2017) fue una coreógrafa y bailarina estadounidense, directora artística de la Trisha Brown Company, una de las fundadoras del Judson Dance Theatre y del movimiento de baile posmoderno, teórica de la danza.

## Biografía
Una de las coreógrafas y bailarinas más aclamadas e influyentes de su tiempo, el trabajo innovador de Trisha cambió para siempre el paisaje del arte. 
Estudio en Mills College la técnica de Martha Graham, en Nueva York con Jose Limón y con Merce Cunningham quien desde los años 50 ya venía pretendiendo reformular las pautas clasicistas y modernas desdibujando los límites de las obras y junto con el músico John Cage explora nuevas posibilidades artísticas donde no habría en el movimiento más que el movimiento mismo. Debutó en la compañía de Ann Halprin en 1960 junto con Yvonne Rainer y es allí donde le da forma a su método de improvisación estructurada, rechazando la espontaneidad y estructurando modelos que respeten la estructura numérica y los límites espaciales tangibles y limitados.
Su búsqueda sucedió en un momento histórico luego de las guerras mundiales y de revueltas vanguardistas en el arte, donde se empezaron a cuestionar las verdaderas historias y los principios estéticos y filosóficos.
Falleció en 2017 después de una larga enfermedad.

## Obra
- Homemade (1966)
- Man Walking Down the Side of a Building (1970)
- Floor of the Forest (1970)
- Leaning Duets (1970)
- Accumulation (1971)
- Walking on the Wall (1971)
- Roof Piece (1971)
- Primary Accumulation (1972)
- Group Primary Accumulation (1973)
- Structured Pieces II (1974)
- Spiral (1974)
- Locus (1975)
- Structured Pieces III (1975)
- Solo Olos (1976)
- Line Up (1976)
- Spanish Dance (1976)
- Watermotor (1978)
- Accumulation with Talking plus Watermotor (1978)
- Glacial Decoy (1979)
- Opal Loop (1980)
- Son of Gone Fishin' (1981)
- Set and Reset (1983)
- Lateral Pass (1985)
- Newark (1987)
- Astral Convertible (1989)
- Foray Forêt (1990)
- For M.G.: The Movie (1991)
- One Story as in falling (1992)
- Another Story as in falling (1993)
- If you couldn't see me (1994)
- M.O. (1995)
- Twelve Ton Rose (1996)
- L'Orfeo (1998)
- Winterreise (2002)
- PRESENT TENSE (2003)
- O Zlozony/O Composite (2004)
- How long does the subject linger on the edge of the volume... (2005)
- I love my robots (2007)
- L'Amour au Theatre (2009)
- Pygmalion (2010)